# Andrena omogensis
Andrena omogensis là một loài Hymenoptera trong họ Andrenidae. Loài này được Hirashima mô tả khoa học năm 1953.